# Буково-дубова ділянка (пам'ятка природи)
Бу́ково-дубо́ва діля́нка — ботанічна пам'ятка природи місцевого значення в Україні. Розташована в межах Заставнівського району Чернівецької області, на північ від села Чорнівка. 
Площа 5 га. Статус присвоєно згідно з рішенням 6-ї сесії обласної ради XXIV скликання від 27.12.2002 року № 127-6/02. Перебуває у віданні ДП «Чернівецький лісгосп» (Чорнівське л-во, кв. 60, вид. 5). 
Статус присвоєно для збереження частини лісового масиву з цінними буково-дубовими (дуб скельний) насадженнями віком 110 років.